# 獅子王 (風雲黙示録)
獅子王（ししおう）は、SNKが開発・販売した対戦型格闘ゲーム『風雲黙示録』シリーズなどに登場する、架空の人物。本項では獅子王を名乗る2人の人物について記述する。

## キャラクター概要
本名はジェイク・アボット。真獅子王（後述）の強さに心酔して影武者を演じてきた。銀の鎧を纏い、オープンフィンガーグローブの上に剣を持つというスタイルで戦う。用いる長剣はソード・オブ・レオというが、『風雲スーパータッグバトル』（以下『風雲STB』と表記）では真獅子王に奪われたため、レプリカのソード・オブ・レオを使用していた。
『風雲黙示録 格闘創世』（以下『風雲黙示録』と表記）の中ボス格のデフォルトキャラクターとして初登場する。突如、獣神武闘会の開催を宣言した謎の格闘家としての登場だが、これは真獅子王の指示によるものだった。獅子王の影武者として徹するため、体術や振舞い以外にもプライベートにまで干渉されて強制的に恋人と別れさせられたこともあり、次第に自らの存在意義に苦悩したのと同時に真獅子王への憎悪を募らせていった彼は、真獅子王を倒して自分が本物の獅子王になろうという野心に目覚める。
なお、影武者の獅子王は『風雲黙示録』の中ボスではあるが、アーケード版からプレイヤーキャラクターであり、彼を使用した場合は中ボス戦に獅子王（影武者）の偽物が現れる展開になって、勝利後に真獅子王から労いの言葉をかけられるが、影武者は反逆を宣言する展開になる。
『風雲STB』では影獅子王という名前で登場。前大会で全ての挑戦者を倒した後、真獅子王に反旗を翻したものの失敗するが、その野望を捨てきることはできず、裏獣神武闘会への参加を要請された影獅子王は、真獅子王にとって代わるべく、あえて影武者当時の姿で出場した。
『ザ・キング・オブ・ファイターズ2000』では「王」つながりでキングのアナザーストライカーとして登場。今作以降はオープンフィンガーの黒いグローブを着用するようになった。
『NEOGEO BATTLE COLISEUM』（以下『NBC』と表記）では、隠しキャラクターとして登場。真獅子王のプレイアブルキャラクター版としての登場だが、デフォルトカラーの鎧は銀であり、「ハンターキラー」と「キングアッパー」が削除されているため、影獅子王と判別可能。なお、公式サイトでも獅子王と真獅子王では紹介枠が別になっている。
また鎧の色は銀で統一されているが、その下の衣服および髪の色は『風雲黙示録』では赤、『風雲STB』と『NBC』では青になっている。

### 真獅子王
本名はアックス・イーグル。本物の獅子王にして、マックス・イーグルの兄である。元は一介の武道家に過ぎなかったが、裏の世界でのし上がるために財力と権力が必要になり、以来取り付かれたようにそれらを求めるうちに自らを獅子王と名乗るようになる。影獅子王とは異なり金の鎧を纏い、彼もオープングローブの上に剣を持つスタイルで戦う。また、彼の用いる長剣はゴッド・オブ・レオであるが、『風雲STB』では影獅子王から奪ったソード・オブ・レオを使用している。
『風雲黙示録』の最終ボスとして初登場する。影武者を使って獣神武闘会の開催を大々的に公表した。政府やマスコミを操作できるほどの権力と財力を持つとされている。ゲーム中では獅子王（影獅子王）を倒すとステージ後方の銅像の中から姿を現す。本物だけあり「ハンターキラー」や「サンダーゴットプレス」、「キングアッパー」などの独自の技を持ち、全ての面において影獅子王よりも強い。
『風雲』シリーズでは影獅子王に比べると青いオーラから金色のオーラになっている部分があったり、通常攻撃の多くに電撃のエフェクトが追加され派手になっており、影獅子王では一回の動作で一発しか出ない攻撃も多段になっているなど大幅にグレードアップしている。
『風雲STB』では中ボスとして登場。前大会での影獅子王の謀反により、敵対組織につけ入る隙を与えてしまった真獅子王は、影獅子王を倒すもののやむなく本拠地を放棄する。だが、更なる肉体改造によって強大な力を手に入れた真獅子王は、再び頂点に立つべく裏獣神武闘会を開催した。なお、彼を倒すと剣が吹き飛び、倒れた真獅子王の胸にジャズウがその剣を突き刺してしまう。しかし、ジャズウ撃破後に流れるエンディングでは自力で剣を抜き、再び立ち上がっている。
『NBC』では、最終ボスの一人として登場。本作では、もっとも登場条件の難しいグッドマン以上に倒すのが難しいキャラクターとなっている。また、他のボスは隠しキャラクターとして使用可能になるが、真獅子王の場合は代わりに獅子王（影獅子王）が使用可能になるだけであり、真獅子王を使うことはできない。
また鎧の色は金で統一されているが、その下の衣服および髪の色は『風雲黙示録』と『NBC』では赤、『風雲STB』では紺になっている。
悪人ではあるが、その心中は複雑なものがあるようで、『風雲STB』のゴードン・ボウマンのバックストーリーでは余命二ヶ月であり多額の手術費用が必要だった彼の娘カンピーに秘かに援助をし助けている。また、自身の婚約者であり、前大会で優勝できなかった（=真獅子王と結婚しなければならないはずの）キャロル・スタンザックに対しても、特に執着している様子は見られない。
実弟であるマックス・イーグルに対しては『風雲黙示録』にて「私は君の兄ではない」と頑なに否定しており、その理由については一切明かされていないが、「もし生きていれば、きっと君を抱きしめるだろう」というセリフから兄弟の情は感じているようである。

## 技の解説
獅子王と真獅子王の技は共通しているが、一部の技は真獅子王のみが使うことができる。

### 必殺技
サイレントストーム
2振りの剣を投げる技。『NBC』では大幅にアレンジされ、剣を横に振るい、周囲に衝撃波を起こす技になっている。
ビーストブロー
突進してパンチを連続して繰り出し、アッパーで締める技。『NBC』では攻撃内容が変化して、突進後はストレートを振り抜く。
アースチョッパー
大上段から剣を振り下ろす。ダウン中の相手に追い打ちすることが可能。『NBC』では剣の軌跡に吠えるライオンの姿が映る演出がある。
ナイトメアー
獅子王の動きが止まり、この状態で相手から攻撃を受けると反撃する技。真獅子王は中段・下段関係なく、全ての攻撃を止めることができるため、強力である。『風雲』シリーズでは投げで反撃して、『NBC』ではラッシュで反撃する。
『風雲STB』では追撃としてアースチョッパーを加える（専用の追加コマンド以外に通常のアースチョッパーの追撃も可能。同じようだが相手の喰らい方が微妙に異なる）、また小足払い、足払いなどの追撃も可能。『NBC』ではパンチ・キックを交えた連続攻撃。また『NBC』では周囲が暗くなる演出が追加された。
ミニマムアッパー
『風雲STB』のみの必殺技。「ビーストブロー」の最後と同じ動作の闘気を纏ったアッパーカットを繰り出す。
ゴッドブレス
『風雲』シリーズ限定の必殺技であり、ストレートに剣を投げ付ける。
サンダーゴッドブレス
真獅子王のみが使える技。『風雲』シリーズ限定の必殺技であり、雷をその身に受けた後、帯電した剣を投げ付ける。
ハンターキラー
真獅子王のみが使える技。低空前進の飛び蹴りを仕掛ける突進技。

### 逆転技（超必殺技）
キングストレート
渾身のストレートを放つ。『風雲』シリーズでは拳の先から衝撃波が放たれる（射程は有限であり、棒状）が、『NBC』では弱では腕にオーラを纏ったパンチであり、強で出した場合のみ拳から射程無限の衝撃波（飛び道具）を放つ技になる。また、『風雲STB』では両者ともに変化があり、影獅子王が『風雲黙示録』版「キングストレート」を2連発するのに対し、真獅子王のものは一発一発フラッシュのついた重い一撃の連続攻撃を叩き込みフィニッシュに『風雲黙示録』版「キングストレート」を叩き込む乱舞技である。
キングアッパー
真獅子王のみが使える技。全身にオーラを纏った渾身のアッパーを放つ。『風雲STB』では電撃属性のついたアッパー（近距離強パンチ）、「ミニマムアッパー」と順番に出してからフィニッシュに『風雲黙示録』版「キングアッパー」を放つ。

## 登場作品
- 風雲黙示録 格闘創世
- 風雲スーパータッグバトル
- THE KING OF FIGHTERS 2000（影獅子王のみ登場）
- NEOGEO BATTLE COLISEUM

## 声の出演

### 獅子王
- 中まさる（中塚勝久）
- 水津浩志（NBC）

### 真獅子王
- ジョン・フラトン
- 水津浩志（NBC）

## 関連人物
- マックス・イーグル - 真獅子王の実弟
- キャロル・スタンザック - 真獅子王の婚約者
- 邪頭
- キング - 『KOF2000』で影獅子王がアナザーストライカーを務める。